# Бурлинское
Бурли́нское, также неофициально Бурсоль — бессточное солёное озеро на территории городского округа город Славгород Алтайского края. Находится в западной части Кулундинской равнины, в 20 км к северо-западу от города Славгорода. На берегу озера стоит посёлок Бурсоль.
Площадь водной поверхности — 31,3 км², площадь водосборного бассейна — 1720 км². Средняя глубина — 1,65 метра. Лежит на высоте 86,6 метра над уровнем моря. Расположено в котловине с обрывистыми, от 3 до 5 метров, берегами. На севере, востоке и юге край озера прилегает к ним, на востоке имеется заболоченный плоский берег. С запада и востока в озеро впадают небольшие пересыхающие ручьи. По берегам озера растут клубнекамыш Попова, поточник рыжий, сыть бурая.
На озере производятся соляные разработки у посёлка Бурсоль, с 1762 года добывается поваренная соль. Плотность рапы — 1,202, содержание хлористого натрия — 21,8 %, объём рапы — 34311 тыс. м³. С 1998 по 2010 годы территория озера являлась особо охраняемой природной территорией.
Код водного объекта — 13020000311115200007227.